# Visuele analyse (kunst)
Visuele analyse is de manier waarop naar elk tweedimensionaal kunstwerk te kijken is.
Door te letten op een aantal onderdelen die in vrijwel elk werk te onderscheiden zijn, is het mogelijk een kunstwerk te analyseren.
Er zijn verschillende onderdelen waarnaar gekeken wordt, zoals compositie, ordonnantie, kleurgebruik en materiaalhantering. Ook aantoonbare feiten als grootte van het werk en of het in een originele lijst zit zijn belangrijk. Ten slotte wordt ook bekeken hoe het werk wordt gepresenteerd en of dat op die manier de bedoeling was- hoort het schilderij zo hoog te hangen? Wat doet dit met lichtinval- zijn de lampen die op het (olieverf)schilderij gericht zijn zoals dit oorspronkelijk door de kunstenaar was bedoeld?
Een aantal kunsthistorici hebben een grote bijdrage geleverd aan de ontstaansgeschiedenis van visuele analyse. Zo was Panofsky de eerste die het onderscheid maakte tussen iconografie en iconologie.